# Władysław Komornicki
Władysław Maria Józef Komornicki (ur. 10 listopada 1911 w Babinie, zm. 4 lipca 1941 we Lwowie) – ksiądz rzymskokatolickiej archidiecezji lwowskiej, doktor teologii, wykładowca akademicki, ofiara zbrodni niemieckiej dokonanej na profesorach lwowskich. 

## Życiorys
Po zdaniu matury wstąpił do Wołyńskiej Szkoły Podchorążych Rezerwy Artylerii, uzyskując stopień podporucznika. Służył w 13 Dywizjonie Artylerii Konnej w Kamionce Strumiłowskiej. W 1930 r. wstąpił do Wyższego Seminarium Duchownego we Lwowie, rozpoczynając studia teologiczne na Uniwersytecie Lwowskim im. Jana Kazimierza. W 1935 r. przyjął święcenia kapłańskie, a następnie został skierowany na dalsze studia w Papieskim Instytucie Biblijnym w Rzymie. Studiował też na uniwersytecie w Innsbrucku. Obronił pracę doktorską, rozpoczynając wykłady w macierzystej uczelni z zakresu nauk biblijnych i języka greckiego. W czasie okupacji sowieckiej prowadził tajne wykłady dla kleryków lwowskich. 3 lipca 1941 r. został aresztowany przez ukraińskich policjantów w domu profesora Tadeusza Ostrowskiego, gdzie przebywał. Wraz z innymi profesorami lwowskimi został rozstrzelany przez Niemców dnia następnego ranem na Wzgórzach Wuleckich.